# Auria de Pamplona
Auria u Oria de Pamplona (s. IX), fue la esposa de Fortún Garcés.

## Biografía
El Códice de Roda no aporta datos sobre sus orígenes aparte de su nombre. Antonio Rei y otros historiadores han sugerido que pudo ser hija de Lubb ibn Musa y de Ayab Al-Bilatiyya, y nieta, por parte paterna, de Musa ibn Musa y de Assona Íñiguez, mientras que otras hipótesis apuntan a que fue su hija.
De su matrimonio con Fortún Garcés, nacieron los siguientes hijos:
- Íñigo Fortúnez casado con Sancha Garcés de Pamplona, hija del conde García Jiménez y de su esposa Onneca Rebelle de Sangüesa. Según el Códice de Roda, los hijos de este matrimonio fueron Fortún, Áurea y Lopa Íñiguez. Fortún Íñiguez fue padre de García, Íñigo y Sancha Fortúñez.[3]
- Aznar Fortúnez. Las Genealogías de Roda, que no citan el nombre de su esposa, dice que fue padre de Fortún Aznar, cognomento Orbita quien, a su vez, fue el padre de García Fortúñez de Capannas (Cabañas, próximo a Lumbier).[b]
- Velasco Fortúnez, quien según el Códice de Roda tuvo tres hijos: Jimena esposa de Íñigo Garcés, que gobernó Pamplona en 900, hijo del conde García Jiménez y de su esposa de Onneca Rebelle de Sangüesa;[4] Toda Velázquez, mujer de Íñigo Manzones; y Sáncha Velázquez, casada con Galindo Jiménez.[c]
- Lope Fortúnez.[d]
- Onneca Fortúnez de Pamplona (n. ca. 847), contrajo un primer matrimonio con Abd Allah I de Córdoba, de quien tuvo a un hijo llamado Muhammad, padre del califa Abderraman III.[7] A la vuelta de su cautiverio, Onneca se casó con su primo hermano, Aznar Sánchez de Larraún,[8] hijo de Sancho Garcés y nieto de García Íñiguez de Pamplona,[9] de quien tuvo a Toda Aznárez que fue reina de Pamplona.[7]